# Fletxa Valona 1948
La Fletxa Valona 1948 fou la 12a edició de la cursa ciclista Fletxa Valona. Es disputà el 21 d'abril de 1948, entre Charleroi i Lieja, sobre un recorregut de 234 kilòmetres. El vencedor fou l'italià Fermo Camellini, que s'imposà en solitari en l'arribada a Lieja i que d'aquesta manera es convertia en el primer vencedor no belga d'aquesta cursa. Camellini s'escapà a mitja cursa i arribà a meta amb més de tres minuts sobre els belgues Brik Schotte i Camille Beeckman, que completaren el podi.

## Classificació final
|    | Ciclista                  | Equip               | Temps      |
| -- | ------------------------- | ------------------- | ---------- |
| 1  | Fermo Camellini (ITA)     | Metropole           | 6h 46' 06" |
| 2  | Brik Schotte (BEL)        | Alcyon-Dunlop       | + 3' 16"   |
| 3  | Camille Beeckman (BEL)    | Rochet-Dunlop       | + 3' 16"   |
| 4  | Lucien Lauck (FRA)        | Metropole           | + 3' 37"   |
| 5  | Adolphe Verschueren (BEL) | Mercier-Hutchinson  | + 5' 44"   |
| 6  | Mauice Mollin (BEL)       | Mercier-Hutchinson  | + 5' 44"   |
| 7  | Achiel Buysse (BEL)       | Rochet-Dunlop       | + 5' 44"   |
| 8  | Gérard Buyl (BEL)         | Carrara             | + 5' 44"   |
| 9  | Pino Cerami (ITA)         | Peugeot             | + 5' 44"   |
| 10 | Albert Ramon (BEL)        | Arliguie-Hutchinson | + 5' 44"   |